# Kadripura, Kolar
Kadripura là một làng thuộc tehsil Kolar, huyện Kolar, bang Karnataka, Ấn Độ.